# Устье-Кировское
У́стье-Ки́ровское (Усть-Кировское) — деревня в Пестовском районе Новгородской области России. Входит в состав Пестовского сельского поселения.
Предположительно название произошло от названия реки Кирвы, с дальнейшим добавлением «о» для большей лёгкости произношения; также предположительно изначально в названии использовалось слово «Усть» (усечённое «устье» из-за того, что дальше идёт дополнение), то есть «Усть-Кирвское».

## История
Деревня появилась не позднее XVII века, скорее — раньше, и изначально располагалась на левом берегу Кирвы при впадении в Мологу. В поселении было несколько пожаров, известные крупные — в 1920 и 1923 годах, после пожаров местонахождение деревни смещалось. До крестьянской реформы 1861 года на правом берегу Кирвы на месте соснового леса была дача помещика и ткацкая фабрика.

## География

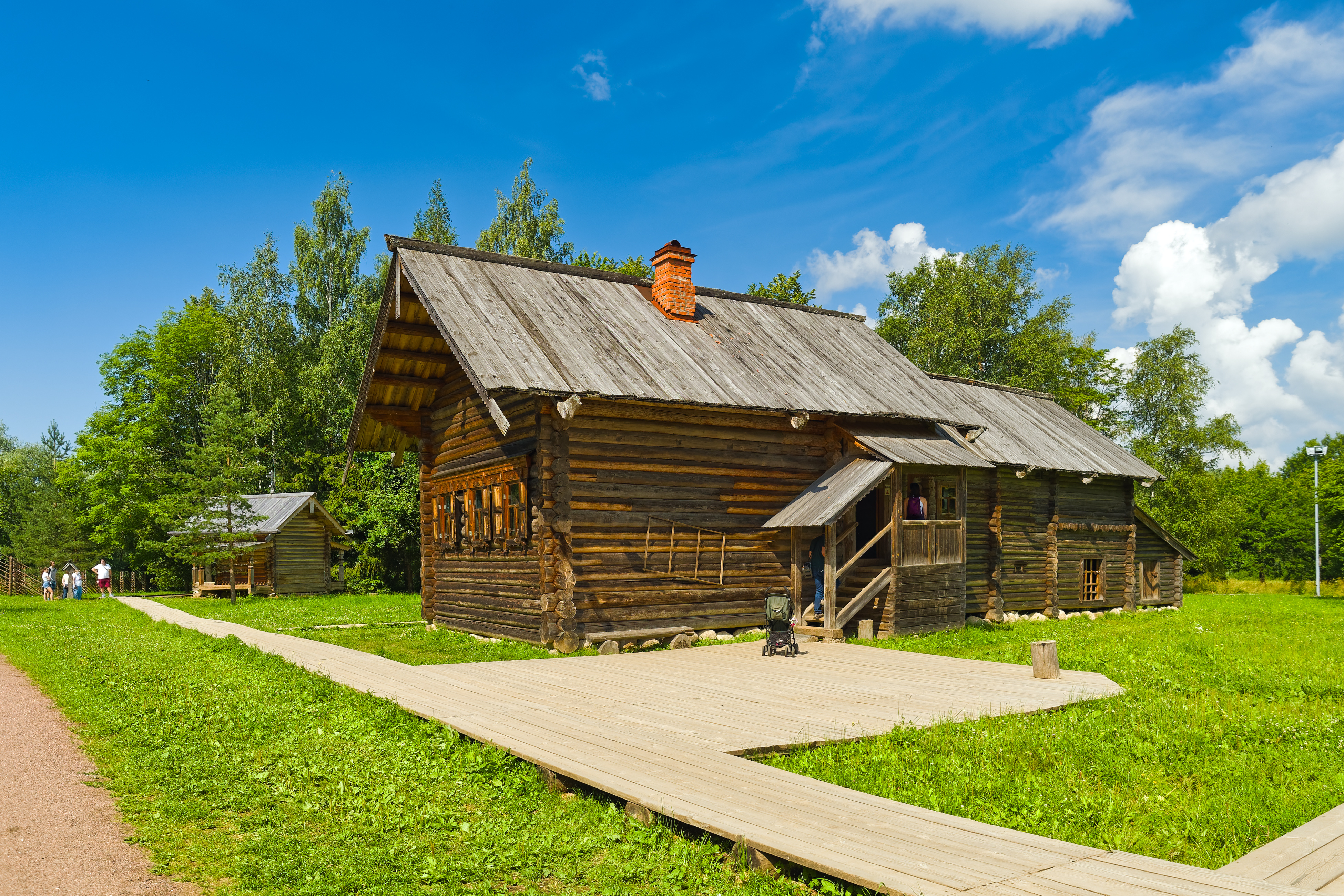
Изба Утёнковой, перевезённая из деревни в Витославлицы

Деревня находится в восточной части Новгородской области, в подзоне южной тайги, на левом берегу реки Молога, вблизи места впадения в неё реки Кирва, на расстоянии примерно 15 км (по прямой) к северо-востоку от Пестово, административного центра района. Абсолютная высота — 117 м над уровнем моря.

### Климат
Климат района характеризуется как умеренно континентальный, влажный, с нежарким коротким летом и умеренно холодной зимой. Среднегодовая многолетняя температура воздуха составляет 3,7 °С. Средняя многолетняя температура самого холодного месяца (января) составляет −8,7 — −7,9 °С; самого тёплого месяца (июля) — 16,9 — 17,8 °C. Безморозный период длится 125—130 дней. Продолжительность периода активной вегетации растений (со среднесуточной температурой воздуха выше 10 °C) составляет 115—130 дней. Среднегодовое количество атмосферных осадков — 550—600 мм, из которых большая часть выпадает в тёплый период. Снежный покров держится в течение 140 дней.

### Часовой пояс
Деревня Устье-Кировское, как и вся Новгородская область, находится в часовой зоне МСК (московское время). Смещение применяемого времени относительно UTC составляет +3:00.

## Население
| 2010 |
| ---- |
| 33   |

### Национальный состав
Согласно результатам переписи 2002 года, в национальной структуре населения русские составляли 100 % из 71 чел.